# Рагналл Мак Руаири

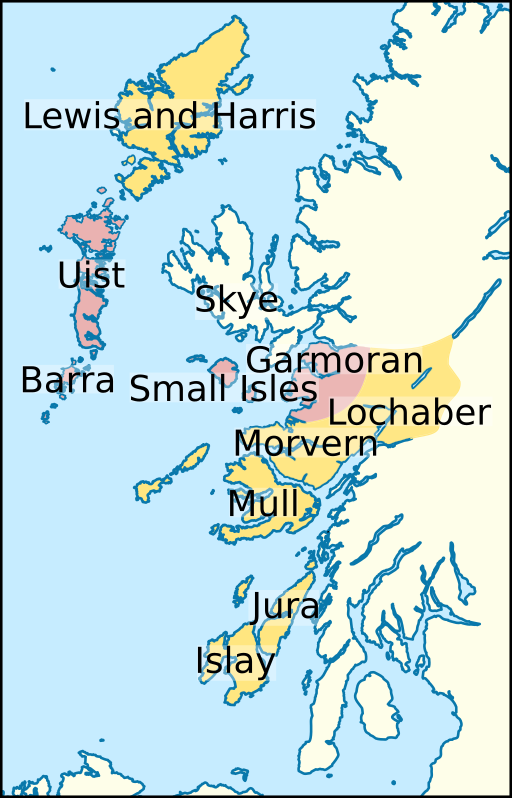
Владения Рагналла Макруаири (красный) и Джона Макдональда (жёлтый) в 1346 г.

Рагналл Мак Руаири (англ. Raghnall Mac Ruaidhrí; умер в октябре 1346 года) — шотландский магнат и вождь клана Макруаири. Отец Рагналла, Руаири Макруаири, по-видимому, был убит в 1318 году, когда Рагналл, возможно, был ещё несовершеннолетним. Сам Руаири, по-видимому, столкнулся с сопротивлением из-за власти над кланом Макруаири со стороны своей сестры Кристины, жены Доннхада, члена графской семьи Мара. После кончины Руаири появились свидетельства, указывающие на то, что Кристина и её могущественные союзники также представляли угрозу для молодого Рагналла. Тем не менее, Рагналл в конце концов наследовал своему отцу, и впервые упоминается в источниках в 1337 году.
Обладание Рагналлом обширными наследственными территориями его семьи на Гебридских островах и в Западном Нагорье привело его к конфликту с соседним магнатом Вильгельмом III, графом Россом, и разногласия между ними, вероятно, способствовали убийству Рагналла от рук сторонников графа в 1346 году. После его смерти территории клана Руаири перешли через его сестру Эми во владение её мужа, вождя клана Макдональд, Эоина Мак Домнайлла I, лорда Островов, в результате чего последний укрепил свою власть на Гебридах в качестве лорда Островов.

## Клан Макруаири
В Национальной библиотеке Шотландии XV века «72.1.1» (MS 1467) Рагналлу приписывается эпитет, означающий «Белый». Он был незаконнорождённым сыном Руаири Макруаири, внуком одноимённого предка клана Макруаири. Личность матери Рагналла неизвестна. Отец Рагналла контролировал провинциальное лордство, которое охватывало материковые территории Мойдарт, Арисайг, Морар и Нойдарт, а также островные территории Рам, Эгг, Барра, Сент-Килда и Уист. Это было сравнимо с тринадцатью графствами королевства. Есть основания подозревать, что после смерти Руаири права на территории семьи были оспорены. На самом деле сам Руаири был незаконнорождённым и получил формальный контроль над лордством только после того, как его законная сводная сестра Кристина отказалась от своих прав на него в какой-то момент во время правления Роберта I, короля Шотландии.
Отец Рагналла, Руаири Макруаири, носивший титул — «король Гебридских островов», погиб во время военной кампании Эдварда Брюса в Ирландии в 1318 году. В то время, Рагналл, возможно, были моложе, и очевидно, что Кристина и её союзники вновь предприняли попытку захватить контроль над наследством. Хотя записано, что она отказалась от своих заявленных прав на некоего Артура Кэмпбелла в какой-то момент после смерти Руаири, ясно, что Рагналл преуспел в обеспечении безопасности региона и считался вождём из клана Макруаири большей частью его родичей.
В 1325 году, некий «Roderici де Ylay» лишился своих владений, конфискованных по приказу короля Шотландии Роберта Брюса. Хтя эта запись может ссылаться и на члена клана Макдональд, другая возможность заключается в том, что это мог быть член клана Макруаири. Если эта запись действительно относится к члену клана Макруаири, то человек, о котором идёт речь, вполне мог быть самим Рагналлом. Если так, то конфискация могла быть вызвана сопротивлением, оказанным Рагналлом, чтобы противостоять попыткам Кристины отнять у него владения клана Макруаири и передать его в руки Кэмпбеллов. С другой стороны, конфискация могла быть ратифицирована в ответ на нежелательную экспансию клана Макруаири в некоторые соседние регионы, такие как бывшие территории лишённого наследства потомков Сомерленда.

## Биография
В отличие от первой войны шотландской независимости, в которой принял участие клан Макруаири, неизвестно принимал ли Рагналл и его семья во второй войне за независимость Шотландии (1332—1341). В 1337 году Рагналл помогал своему троюродному брату, Джону Макдональду, лорду Островов, который пытался получить папское разрешение на брак с Эми (Айне), сестрой Рагналла. В то время, Рагналл Макруаири и Джон Макдональд, видимо, были сторонниками Эдуарда Баллиола претендента на шотландским трон, который держался у власти в 1332—1336 годах. Но к июню 1343 года и Рагналл Макруаири, и Джон Макдональд примирились с вернувшимся в Шотландию, Давидом II Брюсом, и сам Рагналл был утверждён королём во главе клана Макруаири.
Примерно в это же время Рагналл получил права на Кинтайл от Вильгельма III, графа Росса, сделка, которая была подтверждена королём в июле того же года. Есть основания подозревать, что признание королём этого гранта могло быть задумано как своего рода региональный противовес, поскольку он также передал права на Скай от Джона Макдональда к Вильгельму III. Также возможно, что власть клана Макруаири распространилась на прибрежный регион Кинтайла в какой-то момент после смерти отца Вильгельма III в 1333 году, в период, когда Вильгельм III мог быть либо несовершеннолетним, либо изгнанным из страны. Как бы то ни было, у графа, похоже, не было другого выбора, кроме как передать свои права на Кинтайл Рагналлу.
плохие отношения между этими двумя магнатами, по-видимому, драматическим образом проявляется в убийстве Рагналла и нескольких его последователей руками графа и его сторонников. Убийство Рагналла произошло в монастыре Элхо в октябре 1346 года и засвидетельствовано многочисленными источниками, такими как Scotichronicon XV века, Orygynale Cronykil of Scotland и Liber Pluscardensis XV века, и Sleat History XVII века. На момент своей кончины Рагналл Макруаири участвовал в военном сборе в Перте и должен был участвовать в военной кампании против Англии. После этого граф Вильгельм III покинул королевское войско и укрылся в своих владениях. То, что известно о совместной карьере Вильгельма III, показывает, что за его действиями стояли местные, а не национальные проблемы. Убийство Рагналла и дезертирство графа — бегство, которое, вероятно, оставило его королю с значительно меньшими боевыми силами — является одним из таких примеров. Король Шотландии Давид II потерпел поражение и был взят в плен в битве при Невиллс-Кроссе. Этот факт, который может объяснить, как граф Росса смог избежать порицания за убийство. Хотя позже Вильгельму III пришлось дорого заплатить за своё бездействие, его участие в убийстве свидетельствует о его решимости бороться с угрозой посягательства на власть клана Макруаири на то, что он считал своими владениями. Несмотря на это драматическое устранение главного соперника Вильгельма III, наиболее непосредственным бенефициаром убийства был Джон Макдональд, лорд Островов, который также был зятем Вильгельма III.
После смерти Рагналла контроль над владениями клана Руаири перешёл к джону Макдональду по праву его жены. Хотя Эми Макруаири, похоже, либо умерла, либо развелась с Джоном к 1350 году, территории клана Макруаири, очевидно, остались во владении Джона Макдональда после его последующего брака с Маргарет, дочерью Роберта Стюарта, наместника Шотландии. Король Давид скончался в 1371 году, и ему наследовал его племянник Роберт Стюарт (как Роберт II). В 1371/1372 году новый король подтвердил права Джона Макдональда на территории бывшего клана Макруаири. В следующем году Роберт II подтвердил, что лорд Островов предоставил эти земли Ранальду (Рагналлу) Макдональду, своему старшему сыну от первого брака с Эми — человеку, очевидно, названному в честь самого Рагналла.